# Meristomerinx camerunensis
Meristomerinx camerunensis är en tvåvingeart som beskrevs av Günther Enderlein 1914. Meristomerinx camerunensis ingår i släktet Meristomerinx och familjen vapenflugor. Inga underarter finns listade i Catalogue of Life.